# Ernzen
Ernzen ist eine Ortsgemeinde im Eifelkreis Bitburg-Prüm in Rheinland-Pfalz. Sie gehört der Verbandsgemeinde Südeifel an.

## Geographie
Die Gemeinde liegt an der Südseite des Ferschweiler-Plateaus, einem Plateau aus Sandstein. Zu Ernzen gehören auch die Wohnplätze Ernzerhof, Haus Hubertus und Beim Ernzerhof.
Nachbarorte von Ernzen sind die Ortsgemeinden Ferschweiler im Norden, Irrel im Osten, Echternacherbrück im Süden und Bollendorf im Nordwesten.

## Geschichte

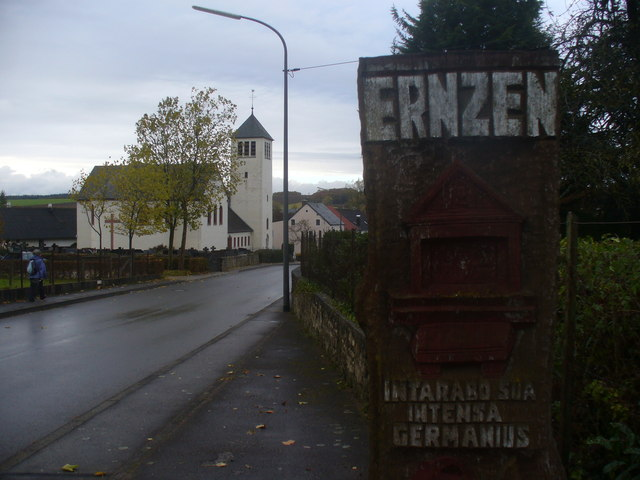
Ortseingang aus Richtung Irrel

Die Region um Ernzen war schon früh besiedelt, was durch eine Vielzahl von Grabfunden belegt werden konnte. Es handelt sich um vier Grabfunde aus römischer Zeit sowie um drei bisher undatierte Funde.
Am nördlichen Ortsrand von Ernzen wurde 1964 bei Wegebauarbeiten ein Altar mit Ädikula für (Mars) Intarabus entdeckt. Unmittelbar neben dem rekonstruierten Heiligtum wurden 1994 Gruben und Stickungsreste römischer Zeitstellung beobachtet, die einer Siedlung des 2. bis 4. Jahrhunderts n. Chr. angehören dürften. Steinhausen berichtet, dass dicht westlich des alten Messenweges 1912 bei Bauarbeiten römisches Mauerwerk mit „Betonboden“ und Verblendsteinen, ferner etwa 30 Münzen des 4. Jahrhunderts gefunden wurden.
Die erste schriftliche Erwähnung als „Arenza“ erfolgte 895 in einer Urkunde, in der der lothringische König Zwentibold der Abtei Echternach den Besitz des Ortes bestätigte. Spätere Dokumente sprechen von Erneza, Herense, Errensem und Ernszem. Die Form Erneza tauchte erstmals 1148 in einer päpstlichen Urkunde auf.
1570 wird eine Kapelle am Ort als Filiale von Echternach erwähnt, die 1613 restauriert und 1808 neu aufgebaut wird, ausgestattet mit dem Altar der verfallenen Liboriuskapelle aus Echternach. Ernzen bildete eine der vier Meiereien der Propstei Echternach. Zu ihr gehörten Ferschweiler, Prümzurlay und der Laeisenhof.
Die Inbesitznahme des Linken Rheinufers durch französische Revolutionstruppen beendete Ende des 18. Jahrhunderts die alte Ordnung. Der Ort wurde Teil der Französischen Republik (bis 1804) und anschließend des Französischen Kaiserreichs. Ernzen wurde Sitz einer Mairie im Kanton Echternach des Arrondissements Bitburg im Departement der Wälder. Nach der Niederlage Napoleons kam die Gemeinde aufgrund der 1815 auf dem Wiener Kongress getroffenen Vereinbarungen zum Königreich Preußen und gehörte nun zum Kreis Bitburg des Regierungsbezirks Trier, der 1822 Teil der neu gebildeten preußischen Rheinprovinz wurde. Aus der Mairie wurde die Bürgermeisterei Ernzen, die bis 1856 bestand. Nachfolgend wurde sie – und die Bürgermeisterei Irrel – mit der Bürgermeisterei Bollendorf verschmolzen.
Als Folge des Ersten Weltkriegs war die gesamte Region dem französischen Abschnitt der Alliierten Rheinlandbesetzung zugeordnet. Nach dem Zweiten Weltkrieg wurde Ernzen innerhalb der französischen Besatzungszone Teil des damals neu gebildeten Landes Rheinland-Pfalz.
Bevölkerungsentwicklung
Die Entwicklung der Einwohnerzahl von Ernzen, die Werte von 1871 bis 1987 beruhen auf Volkszählungen:
| Jahr | Einwohner |
| ---- | --------- |
| 1815 | 315       |
| 1835 | 614       |
| 1871 | 483       |
| 1905 | 527       |
| 1939 | 838       |
| 1950 | 563       |
| 1961 | 539       |

| Jahr | Einwohner |
| ---- | --------- |
| 1970 | 554       |
| 1987 | 457       |
| 1997 | 404       |
| 2005 | 432       |
| 2011 | 417       |
| 2017 | 395       |
| 2022 | 404       |

## Politik

### Gemeinderat
Der Gemeinderat in Ernzen besteht aus acht Ratsmitgliedern, die bei der Kommunalwahl am 9. Juni 2024 in einer Mehrheitswahl gewählt wurden, und der ehrenamtlichen Ortsbürgermeisterin als Vorsitzender.

### Bürgermeister
Erika Schönhofen ist seit 2009 Ortsbürgermeisterin von Ernzen. Bei der Direktwahl am 26. Mai 2019 wurde sie mit einem Stimmenanteil von 86,76 % für weitere fünf Jahre in ihrem Amt bestätigt. Da für die Direktwahl am 9. Juni 2024 kein Wahlvorschlag eingereicht worden war, oblag die Neuwahl des Bürgermeisters gemäß rheinland-pfälzischer Gemeindeordnung dem Rat der Gemeinde. Dieser bestätigte Erika Schönhofen auf seiner konstituierenden Sitzung am 30. Juli für weitere fünf Jahre in ihrem Amt.
Schönhofens Vorgänger Rudolf Göbel hatte das Amt seit 1969 über vierzig Jahre ausgeübt.

### Wappen
| Wappen von Ernzen | Blasonierung: „In Silber eine schräglinke, blaue Wellenleiste, überdeckt von einem schwarzen antiken Tempel, der auf einem schwarzen Altarblock steht und in seiner offenen Mitte eine rote heraldische Lilie zeigt, die mit einem silbernen Kreuz belegt ist.“ |
| Wappen von Ernzen | Wappenbegründung: Als beredtes Zeichen für den Ortsnamen Ernzen erkennt man die schrägliegende Wellenleiste als stilisierten Bachlauf. In der Mitte des Wappens auf silbernem Grund stilisiert dargestellt, Altar und Kapelle, ein ländliches Heiligtum, ein Weihealtar des Wald- und Schutzgottes Intarabus, den ein Landbesitzer im 3. Jahrhundert n. Chr. in Ernzen errichten ließ. In der Mitte des Wappens befindet sich eine rote heraldische Lilie, die mit einem silbernen Kreuz belegt ist und auf das langjährige Besitztum des Klosters Echternach im Mittelalter hinweist. Die Lilie wurde absichtlich andersfarbig hervorgehoben, um die unterschiedliche Bedeutung der beiden Symbole zu veranschaulichen. Die Farben Silber und Blau beziehen sich auf die ehemalige Landeszugehörigkeit zu Luxemburg. |

## Sehenswürdigkeiten

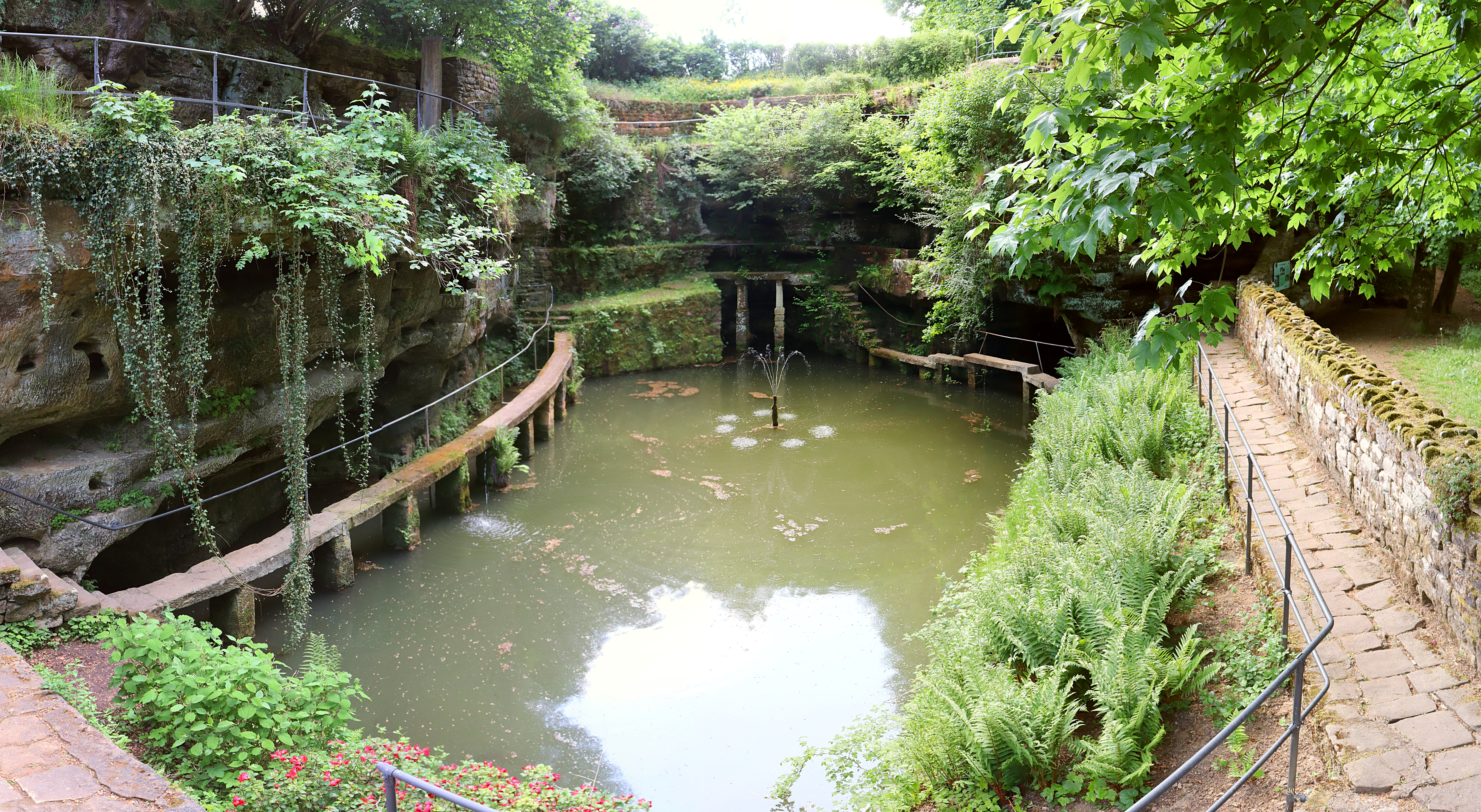
Der Felsenweiher

- Der FelsenweiherDer Ernzer Felsenweiher, eine im 19. Jahrhundert umfassend zum Karpfenteich ausgebaute Quelle, heute ein idyllischer Ruheort[13]
- Römisches Weihedenkmal aus dem 2. Jahrhundert n. Chr.

## Wirtschaft und Infrastruktur

### Wirtschaft
Ernzen, dessen Fläche zu etwa 50 % landwirtschaftlich genutzt wird und über etwa 30 % Waldgebiet verfügt, war in der Vergangenheit stets landwirtschaftlich geprägt. In der Gegenwart nimmt die Bedeutung des Tourismus als Erwerbsquelle zu.

### Verkehr
Ernzen wird von der K 20 an das überregionale Straßennetz angeschlossen.
Das Ultraleichtfluggelände Ernzen liegt etwa 1,5 km südöstlich der Ortsmitte.

## Persönlichkeiten
- Marcus Dahm (* 1977), Komponist, Kirchenmusiker und Musikwissenschaftler, wirkte von 1996 bis 2006 als Organist und Chorleiter an der Pfarrkirche St. Markus in Ernzen.